# Last of Our Kind
Last of Our Kind är det fjärde studioalbumet av det brittiska rockbandet The Darkness, som gavs ut den 1 juni 2015 Europa och dagen därpå i USA, genom Kobalt Music Group. Albumet producerades av gitarristen Dan Hawkins och spelades in i The Hawks Nest i England, under 2013 och 2014. Last of Our Kind är gruppens första och enda album med trummisen Emily Dolan Davies, som i september 2014 ersatte originalmedlemmen Ed Graham. Davies lämnade The Darkness kort innan albumet gavs ut och ersattes av Rufus Tiger Taylor. Albumet är gruppens första att ges ut via skivbolaget Kobalt.
Last of Our Kind är också The Darkness första album där Justin Hawkins inte sjunger leadsång på alla låtar: Frankie Poullain sjunger på albumets sista låt, "Conquerors". Albumets första singel, "Barbarian", gavs ut den 24 februari 2015 – nästan 14 veckor innan albumet släpptes. Drygt en månad senare gavs "Open Fire" ut.
Albumet nådde som bäst plats tolv på den brittiska albumlistan – bandets sämsta placering i hemlandet. I Australien nådde albumet plats 23, medan det i Italien och Irland nådde plats 36 och 49 som bäst. Last of Our Kind är The Darkness första och enda album att inte ta sig in på albumlistan i Sverige. 

## Historia

### Bakgrund

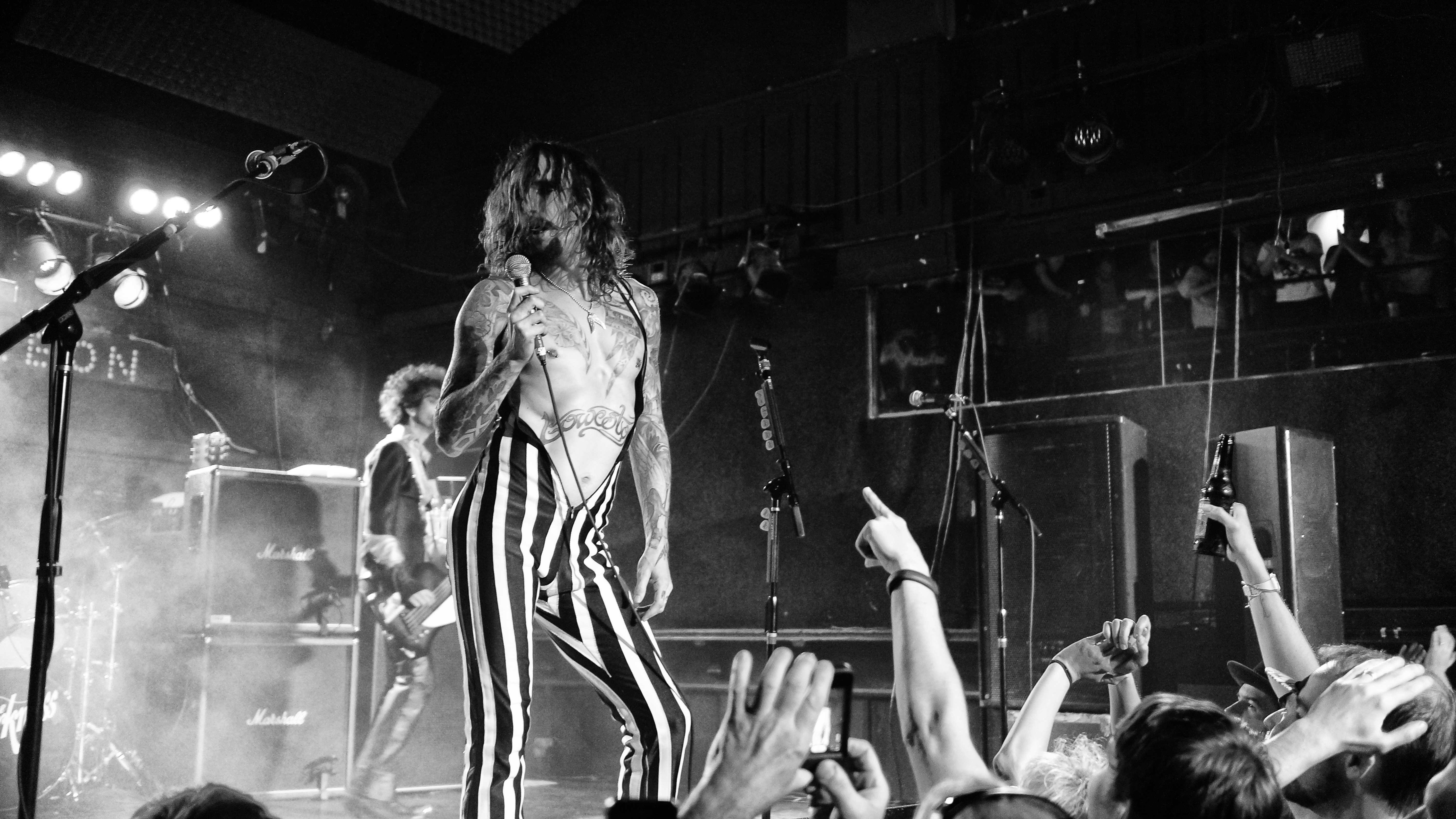
Justin Hawkins under Let Them Eat Cakes Tour, maj 2013.

Efter utgivningen av bandets tredje studioalbum Hot Cakes, den 20 augusti 2012, turnerade gruppen som förband till Lady Gaga fram till mitten av december samma år under dennes Born This Way Ball. Under 2013 var The Darkness ute på Let Them Eat Cakes Tour som pågick mellan januari och augusti. Därefter firade man 10-årsjubileet av debutalbumet Permission to Land med en turné i Storbritannien där man för första gången någonsin spelade den då nya låten "The Horn". Samtidigt gav man ut en demo av en annan ny låt, "Second Fiddle", som gratis nedladdning från bandets officiella webbplats. "The Horn" gavs den 25 november 2013 ut som gratis nedladdning via The Darkness officiella webbplats.
I början av 2015 turnerade bandet i Irland från 4 – 19 mars. Detta var gruppens första turné med Emily Dolan Davies, och man spelade för första gången under denna turné flera låtar som återfinns på albumet: "Barbarian", "Open Fire", "Roaring Waters", "Mudslide" och "Hammer & Tongs". Man spelade också en ny låt som inte återfinns på albumet, "Million Dollar Strong".

### Låtskrivandet
I en intervju med Billboard i januari 2013 sade Dan Hawkins att man skulle ägna året åt att turnera och skriva ny musik. Den första låten att skrivas till albumet var "Wheels of the Machine" som skrevs i ett omklädningsrum under bandets Let Them Eat Cakes Tour. I slutet av november samma år sade han att gruppen skrivit runt 15 låtar till albumet och att de behövde skriva ytterligare ungefär 15–16 låtar; "Jag tror att man behöver välja från ungefär 30 låtar för att göra ett riktigt bra album." Basisten Frankie Poullain sade i november 2013 att gruppen, i låtskrivandet, försöker "bredda" sig från "AC/DC och Queen-grejen från 70-, 80-talet"; "Vi har tagit influenser från band som System of a Down, My Bloody Valentine, sånt har smugit sig in i vår musik, så jag tror att det nya albumet musikaliskt kommer att låta nygammalt. Eller, vi tänker i alla fall inte att vi måste skriva och låta exakt som The Darkness. Vi spelar bara saker som vi gillar att spela."
Efter ett antal månader av tystnad från bandet, skrev Justin Hawkins den 2 april 2014 på Twitter att gruppen arbetade med material till albumet på Ibiza. Efter drygt två veckor på Ibiza tog bandet ledigt under en vecka för att sedan tillbringa tre veckor i Kerry på Irland. Justin Hawkins kallade senare denna session som "det mest inspirerade och produktiva låtskrivande jag kan minnas". Den 7 juli meddelade Dan Hawkins att bandet nu "(kanske) är på sin sista låtskrivarsession för albumet". I juli 2014 sade Justin till tidningen Classic Rock att hela albumet skrevs på Irland och att den första sessionen på Ibiza misslyckades; "Vårt första försök var på Ibiza, men tyvärr satt vi bara i shorts och drack alkoholfri öl vid poolen och skrev calypsolåtar."
Den 7 oktober 2014 rapporterade bandet att trummisen Ed Graham inte längre var medlem i The Darkness och att man skulle introducera gruppens nya trummis inom kort; "Tyvärr arbetar vi inte längre med Ed Graham. Av olika skäl har vi alla bestämt oss för att gå vidare. Vi älskar Ed och vi önskar honom lycka." Graham lämnade bandet under sommaren 2014 och ersattes snart av Emily Dolan Davies, som tidigare spelat med bland andra Bryan Ferry och Tricky. Hon var endast med på gruppens sista låtskrivarsession, i Norwich. Under denna session skrevs bland annat "Mudslide".

### Produktion och inspelning
Albumet spelades in i Dan Hawkins studio, Leeders Farm, i Norfolk, England. I slutet av november 2013 sade han att bandet spelat in 4–5 låtar till albumet. I juli 2014 sade han att man hade ett helt album inspelat i demoform. Den 6 oktober meddelade gruppen, via Instagram, att inspelningen av trummor var slutförd. Justin meddelade den 26 oktober att den sista sånginspelningen till albumet gjordes samma dag, och drygt en vecka senare – den 1 november – sade han att han spelat in sitt sista gitarrsolo.

### Utgivning
Den 14 juni 2014 meddelade Justin Hawkins, via Twitter, att albumet kommer att ges ut någon gång under 2015. I januari gick Sweden Rock ut med felaktiga uppgifter om att albumet skulle komma att ges ut den 20 maj 2015, med titeln Cliffhanger. Den 23 februari offentliggjorde bandet uppgifter kring albumet; det hade döpts till Last of Our Kind och skulle ges ut den 1 juni 2015 i Europa. Dagen därpå gavs "Barbarian" ut som albumets första singel. Drygt en månad senare, den 23 mars, gav gruppen ut nästa singel, "Open Fire". En specialversion av albumet gavs ut i Japan och fanns också att köpa på Best Buy i USA. Denna version innehåller två extraspår – "Messenger" och "Always Had the Blues".
Albumet debuterade på plats tolv på den brittiska albumlistan. Denna placering blev albumets högsta, vilket också är bandets sämsta notering i Storbritannien. Veckan därpå hade Last of Our Kind fallit ner till plats 53. I Australien nådde albumet plats 23, medan det i Italien och Irland nådde plats 36 och 49 som bäst.

### Mottagande
Albumet har fått mottaga mestadels positiva recensioner i utländsk media. Metacritic, som tilldelar en genomsnittlig poäng från professionella recensenter, ger Last of Our Kind 63 av 100 poäng, baserat på 14 recensioner. I en recension på Allmusic fick albumet fyra av fem i betyg och recensenten skrev att "albumet kan vara deras bästa hittills". Tidningen Classic Rock skrev att albumet var gruppens "bästa sedan Permission to Land" och skrev att låten "Mighty Wings" låter som en blandning av "Spinal Taps "Stonghenge" och Metallicas "Sad But True"." I en mindre positiv recension skrev New Musical Express att gruppens "poserade cock-rock låter mer än lite unken". Den brittiska musiktidningen DIY gav albumet endast en etta av fem i betyg, och skrev att "The Darkness är som allra sämst när de gör imitationer på sig själva, och det är precis det Last of Our Kind är".
I svenska medier fick albumet ett negativt mottagande. På Kritiker.se, som likt Metacritic tilldelar en genomsnittlig poäng från professionella recensenter, har albumet 2,2 av 5 poäng, baserat på 8 recensioner. Expressens Anders Nunstedt att albumets inledning med "Barbarian" och "Open Fire" lovar "något alldeles extra" men "återanvända riff och lånade refränger från åttiotalet passar inte partymaskinen Darkness". I Göteborgs-Posten blev albumet underkänt och man skrev: "att The Darkness hade två festliga hits för 10 år sedan betyder inte att världen behöver dessa kreativt urvattnade, illa producerade och direkt pinsamma kakofonier". I ännu en negativ recension skriver Anders Samuelsson för Norran: "om jag aldrig mer behöver lyssna på Justin Hawkins falsettröst under resterande tid av mitt liv vore detta en nåd snarare än straff. Den dyker upp i de mest onödiga lägen och är, faktiskt, skivans svagaste punkt".

## Omslag
Skivomslaget presenterades för första gången den 23 februari 2015. Det är baserat på ett foto taget av ett av bandets fans, John Bean. På fotot syns ett spädbarn – Beans dotter Danielle – bärande ett par solglasögon med gruppens logotyp. Fotot tecknades sedan av, av Nick Roche, som gav det en futuristisk look. Roche gjorde därefter också illustrationerna till musikvideon till "Barbarian".

## Låtlista
Samtliga låtar är skrivna av Dan Hawkins, Justin Hawkins och Frankie Poullain, om inte annat anges.
| Nr  | Titel                                               | Längd |
| --- | --------------------------------------------------- | ----- |
| 1.  | Barbarian                                           | 3:34  |
| 2.  | Open Fire                                           | 4:01  |
| 3.  | Last of Our Kind                                    | 4:09  |
| 4.  | Roaring Waters                                      | 4:38  |
| 5.  | Wheels of the Machine                               | 3:07  |
| 6.  | Mighty Wings                                        | 5:46  |
| 7.  | Mudslide (Dolan Davies, Hawkins, Hawkins, Poullain) | 3:25  |
| 8.  | Sarah Oh Sarah                                      | 3:52  |
| 9.  | Hammer & Tongs                                      | 4:02  |
| 10. | Conquerors                                          | 4:55  |

| 11. | Messenger (Dolan-Davies, Hawkins, Hawkins, Poullain) | 3:50 |
| 12. | Always Had the Blues                                 | 5:11 |

## Medverkande
| The Darkness - Dan Hawkins – gitarr, kör, mandolin - Justin Hawkins – sång, gitarr, klaviatur - Frankie Poullain – bas, sång - Emily Dolan Davies – trummor | Produktion - Dan Hawkins – produktion, ljudtekniker, mixning - Mick Marsh – mastering - Nick Roche – främre omslagsbild - Christian Furr – bakre omslagsbild - Simon Emmett – foto - Phillis – art directon, design - Kevin Smith – onlinedesign |

## Listplaceringar
| Land                | Topplacering | Ref    |
| ------------------- | ------------ | ------ |
| Australien          | 23           | [ 34 ] |
| Belgien (Flandern)  | 145          | [ 34 ] |
| Belgien (Vallonien) | 175          | [ 34 ] |
| Finland             | 41           | [ 34 ] |
| Frankrike           | 151          | [ 34 ] |
| Irland              | 49           | [ 1 ]  |
| Italien             | 36           | [ 34 ] |
| Japan               | 57           | [ 35 ] |
| Schweiz             | 43           | [ 34 ] |
| Storbritannien      | 12           | [ 1 ]  |
| Tyskland            | 56           | [ 34 ] |
| USA                 | 125          | [ 36 ] |
| Österrike           | 53           | [ 34 ] |

## Utgivningsdatum
| Datum       | Land       |
| ----------- | ---------- |
| 27 maj 2015 | Japan      |
| 29 maj 2015 | Australien |
| 1 juni 2015 | Europa     |
| 2 juni 2015 | USA        |